# マリナ通り
マリナ通り（、ローマ字表記: Marina Dōri）は、福岡県福岡市早良区室見川東川岸から福岡県福岡市西区小戸西交差点までに至る市道唐人町豊浜線、市道愛宕姪の浜線及び市道豊浜小戸線の各一部に付けられた福岡市道路愛称である。

## 特徴
現在のマリノアシティ付近まではこの通りがかつての海岸線であり、北側が埋立地（豊浜団地、西福岡マリナタウン）である。起点を過ぎるとすぐ愛宕大橋を越える。そして、西福岡マリナタウンなどの新興住宅地やイオンマリナタウン店・マリノアシティ福岡といった商業施設、マリナタウン海浜公園・小戸公園などの公園施設を通過する。西福岡マリナタウンからマリノアシティ付近までは起点から西に進むが、そこから小戸西交差点までは南へ進む。東端はよかトピア通りと連続している。沿道の店舗や施設・マンション等にマリナ通りの名称が用いられている（ヒット住宅展示場マリナ通り住宅展示場など）。なお、平日はよかトピア通りの百道通り交差点から愛宕小学校前まで、休日はマリノアシティ付近で渋滞が起こることが多い。

道路の写真
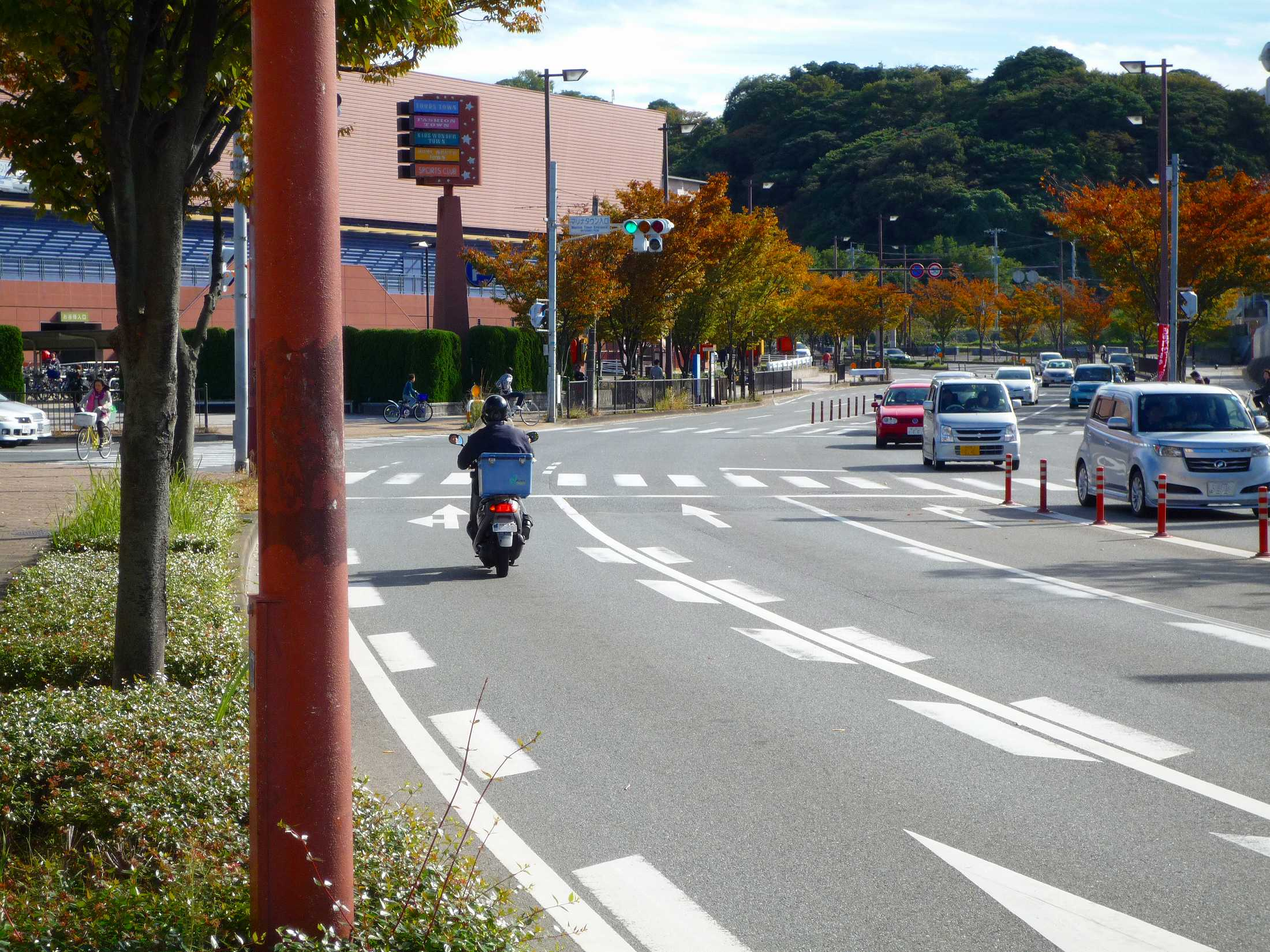
マリナ通り（マリナタウン周辺）
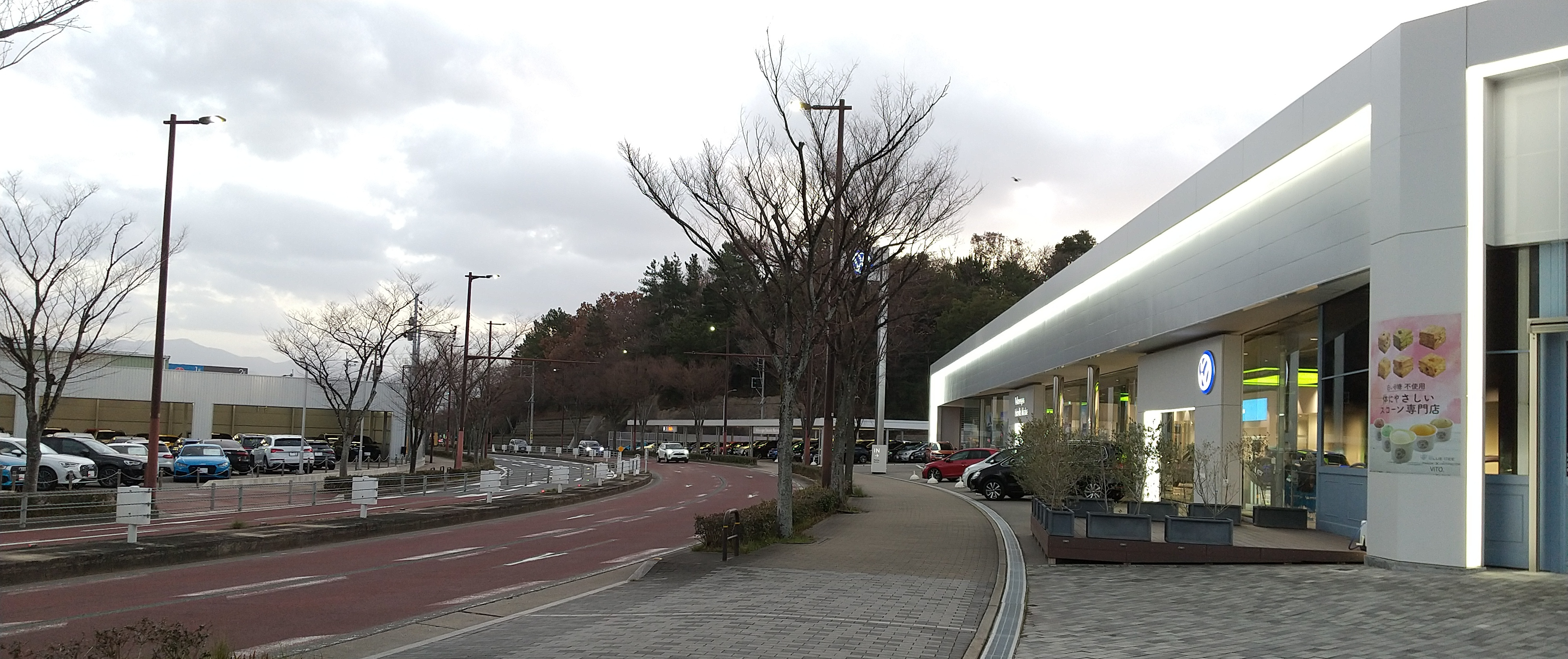
マリナ通り、福岡市西部水処理センター附近の西側

## 周辺
- 愛宕神社
- マリナタウン
  - ショッパーズモールマリナタウン
  - マリナタウン海浜公園
- 能古渡船場
- マリノアシティ福岡
- 小戸公園
- 元寇防塁

## 通過する自治体
福岡県福岡市
- 早良区
  - 早良区の室見川東川岸が起点となるが、そこは愛宕大橋東詰であり、愛宕大橋が西区との区境となっているため、早良区を通過する区間はわずかである。
- 西区

## 接続する主な通り
| 交差する道路                            | 交差する道路 | 交差する場所 |
| --------------------------------------- | ------------ | ------------ |
| 〈よかトピア通り〉 シーサイドももち方面 |              |              |
|                                         | 〈愛宕通り〉 | 愛宕大橋     |
| 〈唐津街道〉                            | 〈明治通り〉 | 小戸西       |
| 〈下山門通り〉 福重・福岡外環状道路方面 |              |              |